# Begonia angulata
Begonia angulata es una especie de planta perenne perteneciente a la familia Begoniaceae. Es originaria de Sudamérica.

## Distribución
Se encuentra en Brasil en la Mata Atlántica en Minas Gerais, Espírito Santo, São Paulo, Río de Janeiro, Paraná y Santa Catarina.

## Taxonomía
Begonia angulata fue descrita por José Mariano da Conceição Vellozo y publicado en Florae Fluminensis Icones 10, pl. 52. 1827.
Etimología
Begonia: nombre genérico, acuñado por Charles Plumier, un referente francés en botánica, honra a Michel Bégon, un gobernador de la excolonia francesa de Haití, y fue adoptado por Linneo.
angulata: epíteto latino que significa "angular".
Sinonimia
- - Begonia angulata var. campos-portoi Brade, Rodriguésia 9(18): 17. 1945.
  - Begonia angulata var. serrana Brade, Rodriguésia 9(18): 17. 1945.
  - Begonia reticulata Gardner, London J. Bot. 4: 134. 1845.
  - Pritzelia angulata Klotzsch ex Wawra, Bot. Ergebn.: 51. 1866, pro syn.[4]

Híbrido
- Begonia × antonietae Everett ex C.Weber